# InterLiga 2010
InterLiga 2010 – siódmy cykl InterLigi – rozgrywek pomiędzy ośmioma meksykańskimi zespołami o awans do Copa Libertadores.

## Uczestnicy
- Club América
- Atlante
- Jaguares
- Monterrey
- Puebla
- Santos Laguna
- Tecos UAG
- Tigres UANL

## Stadiony
| Carson            | Frisco         | Houston           |
| ----------------- | -------------- | ----------------- |
| Home Depot Center | Pizza Hut Park | Robertson Stadium |
|                   |                |                   |

## Faza grupowa

### Grupa A
| Zespół        | M | Z | R | P | B+ | B- | +/– | Pkt. |
| ------------- | - | - | - | - | -- | -- | --- | ---- |
| Club América  | 3 | 2 | 1 | 0 | 9  | 4  | +5  | 7    |
| Tecos UAG     | 3 | 1 | 1 | 1 | 6  | 5  | +1  | 4    |
| Santos Laguna | 3 | 1 | 0 | 2 | 4  | 5  | –1  | 3    |
| Atlante       | 3 | 1 | 0 | 2 | 2  | 7  | –5  | 3    |

| 2 stycznia 2010 17:30 | Atlante · Daniel Arreola 10' · Guillermo Rojas 47' | 2:11:1raport | Tecos UAG · Rubens Sambueza 29' | Robertson Stadium, Houston Sędzia: Baldomero Toledo |
|                       |                                                    |              |                                 |                                                     |

| 2 stycznia 2010 20:00 | Club América · Enrique Esqueda 26' · Daniel Montenegro 62' · Salvador Cabañas 83' (k.) | 3:11:1raport | Santos Laguna · Juan Rodríguez 30' (k.) | Robertson Stadium, Houston Sędzia: Jorge González |
|                       |                                                                                        |              |                                         |                                                   |

| 5 stycznia 2010 18:30 | Tecos UAG · Fredy Bareiro 14' · Rodrigo Ruiz 59' | 2:01:0raport | Santos Laguna | Pizza Hut Park, Frisco Sędzia: Paul Ward |
|                       |                                                  |              |               |                                          |

| 5 stycznia 2010 21:00 | Atlante | 0:30:0raport | Club América · Salvador Cabañas 62', 78' · Luis Sandoval 73' | Pizza Hut Park, Frisco Sędzia: Ricardo Salazar |
|                       |         |              |                                                              |                                                |

### Grupa B
| Zespół      | M | Z | R | P | B+ | B- | +/– | Pkt. |
| ----------- | - | - | - | - | -- | -- | --- | ---- |
| Puebla      | 3 | 2 | 0 | 1 | 6  | 3  | +3  | 6    |
| Monterrey   | 3 | 1 | 2 | 0 | 3  | 2  | +1  | 5    |
| Jaguares    | 3 | 0 | 2 | 1 | 2  | 3  | –1  | 2    |
| Tigres UANL | 3 | 0 | 2 | 1 | 4  | 7  | –3  | 2    |

| 3 stycznia 2010 14:00 | Puebla · Álvaro González 19', 31' · Carlos Ruiz 70', 90' | 4:12:1raport | Tigres UANL · Itamar 10' | Pizza Hut Park, Frisco Sędzia: Mark Geiger |
|                       |                                                          |              |                          |                                            |

| 3 stycznia 2010 16:30 | Monterrey | 0:0raport | Jaguares | Pizza Hut Park, Frisco Sędzia: Alex Prus |
|                       |           |           |          |                                          |

| 6 stycznia 2010 18:30 | Jaguares | 0:10:0raport | Puebla · Nicolás Olivera 67' | Robertson Stadium, Houston Sędzia: Silviu Petrescu |
|                       |          |              |                              |                                                    |

| 6 stycznia 2010 21:00 | Tigres UANL · Alfredo González 52' | 1:10:0raport | Monterrey · José Basanta 90' | Robertson Stadium, Houston Sędzia: Terry Vaughn |
|                       |                                    |              |                              |                                                 |

## Finały
Puebla: Jorge Villalpando – Gilberto Mora (88' → Rodrigo Salinas), Alejandro Acosta, Joaquín Velázquez, Álvaro Ortíz, Orlando Rincón – Nicolás Olivera, Marcelo Palau, Luis Noriega, Carlos Ruiz – Álvaro González (65' → Hérculez Gómez). Trener: José Luis Sánchez Solá.
Tecos UAG: Mario Rodríguez – Daniel Alcántar, Diego Jiménez, Juan Leaño, Oswaldo Alanís, Rafael Medina (53' → Mauro Cejas) – Rubens Sambueza, Elgabry Rangel, Jorge Zamogilny, Rodrigo Ruiz (89' → Joel Sánchez) – Fredy Bareiro (77' → Alberto Ramírez). Trener: Miguel Herrera.
Club América: Guillermo Ochoa – Guillermo Cerda (88' → Luis Sandoval), Aquivaldo Mosquera, Juan Valenzuela, Óscar Rojas – Jean Beausejour, Pável Pardo, Rosinei, Enrique Esqueda (66' → Ángel Reyna) – Daniel Montenegro, Salvador Cabañas. Trener: Jesús Ramírez.
Monterrey: Jonathan Orozco – William Paredes, José Basanta, Héctor Morales, Severo Meza (70' → Sergio Pérez) – Walter Ayoví, Luis Pérez, Gerardo Galindo (79' → Sergio Santana), Neri Cardozo – Osvaldo Martínez, Darío Carreño (54' → Aldo de Nigris). Trener: Víctor Vucetich.
| ZWYCIĘZCA INTERLIGI 2010 |
|                          |
| MONTERREY                |
| 1. TYTUŁ                 |

## Strzelcy
- 4 gole
  -  Salvador Cabañas ( Club América)
  -  Rodrigo Ruiz ( Tecos UAG)
- 2 gole
  -  Fredy Bareiro ( Tecos UAG)
  -  Álvaro González ( Puebla)
  -  Itamar ( Tigres UANL)
  -  Daniel Ludueña ( Santos Laguna)
  -  Nicolás Olivera ( Puebla)
  -  Carlos Ruiz ( Puebla)
- 1 gol
  -  Alejandro Acosta ( Puebla)
  -  Oswaldo Alanís ( Tecos UAG)
  -  Edgar Andrade ( Jaguares)
  -  Daniel Arreola ( Atlante)
  -  José Basanta ( Monterrey)
  -  Mauro Cejas ( Tecos UAG)
  -  Enrique Esqueda ( Club América)
  -  Juan García ( Puebla)
  -  Alfredo González ( Tigres UANL)
  -  Lucas Lobos ( Tigres UANL)
  -  Osvaldo Martínez ( Monterrey)
  -  Daniel Montenegro ( Club América)
  -  Ezequiel Orozco ( Jaguares)
  -  Luis Pérez ( Monterrey)
  -  Ángel Reyna ( Club América)
  -  Juan Rodríguez ( Santos Laguna)
  -  Guillermo Rojas ( Atlante)
  -  Rosinei ( Club América)
  -  Rubens Sambueza ( Tecos UAG)
  -  Luis Sandoval ( Club América)
  -  Matías Vuoso ( Santos Laguna)